# شهرستان کوس (اورگن)
شهرستان کوس، اورگن (به انگلیسی: Coos County, Oregon) شهرستانی در ایالات متحده آمریکا است که در اورگن واقع شده‌است.

## خصوصیات
شهرستان کوس ۴٬۶۷۷٫۵۴ کیلومترمربع مساحت دارد.